# Озерко (бухта)
Озерко — бухта между полуостровами Рыбачий и Средний (Мурманская область), является северо-западной оконечной частью Мотовского залива Баренцева моря. Длина бухты Озерко с северо-запада на юго-восток — около 4 км. Ширина — около 2 км.
Название бухты, очевидно, выражает её мелководность, относительную небольшие размеры и закрытость от ветров всех направлений.
Бухта Озерко соединена с Мотовским заливом узким мелководным проливом глубиной около 4 м. Этот пролив располагается между мысом Литке (на западе бухты, со стороны полуострова Средний) и мысом Ларина (на востоке бухты, со стороны полуострова Рыбачий) и характеризуется достаточно сильными приливно-отливными течениями.
От западного берега бухты Озерко в её воды выдается мыс Вестник, имеющий вид острова с округлой вершиной. Берега этого мыса высокие и крутые.
Грунты бухты Озерко — песок, ил, глина, мелкий камень.
Бухта Озерко мелководна, наибольшая глубина 22 м. От берега бухты со стороны полуострова Средний до середины бухты простирается большая отмель с отдельными крупными камнями.
Западный берег бухты Озерко со стороны полуострова Средний преимущественно высокий и крутой, а восточный (со стороны полуострова Рыбачий) — низкий и полого спускается к воде. Берега бухты Озерко покрыты низкорослым кустарником. В бухту впадает несколько ручьев.
На всем своем протяжении берега бухты Озерко окаймлены осыхающей отмелью шириной до 700 м. Почти на всех отмелях лежат отдельные большие камни.
В суровые зимы бухта Озерко может временно замерзать, лед ломается и может выноситься приливно-отливными течениями.
В 1957—1994 гг. на восточном берегу бухты Озерко существовал военный поселок Озерко. В настоящее время на восточном берегу бухты Озерко находится разрушающийся деревянный причал, неподалёку расположена туристическая база.